# Пакистано-японські відносини

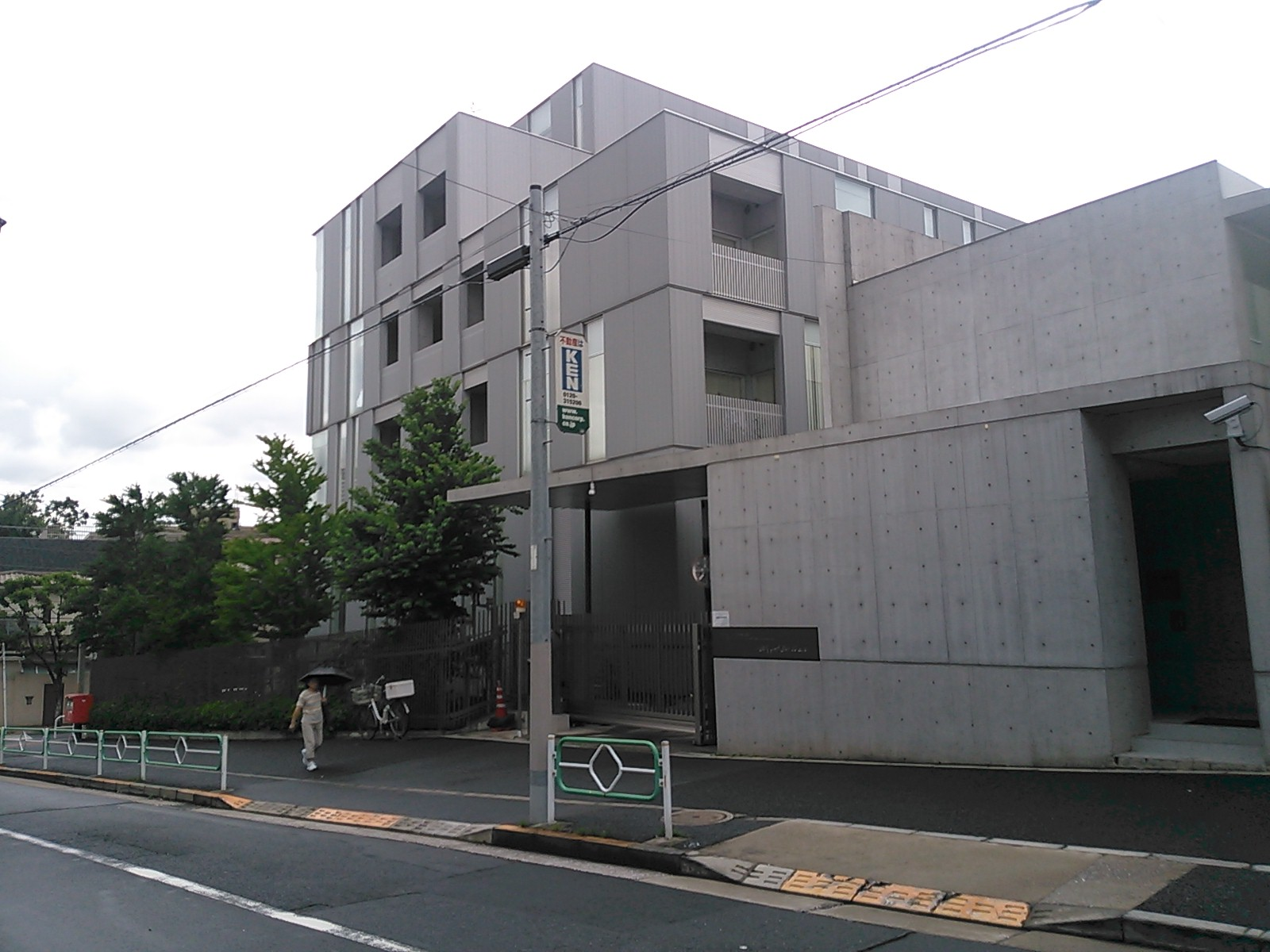
Посольство Пакистану в Японії

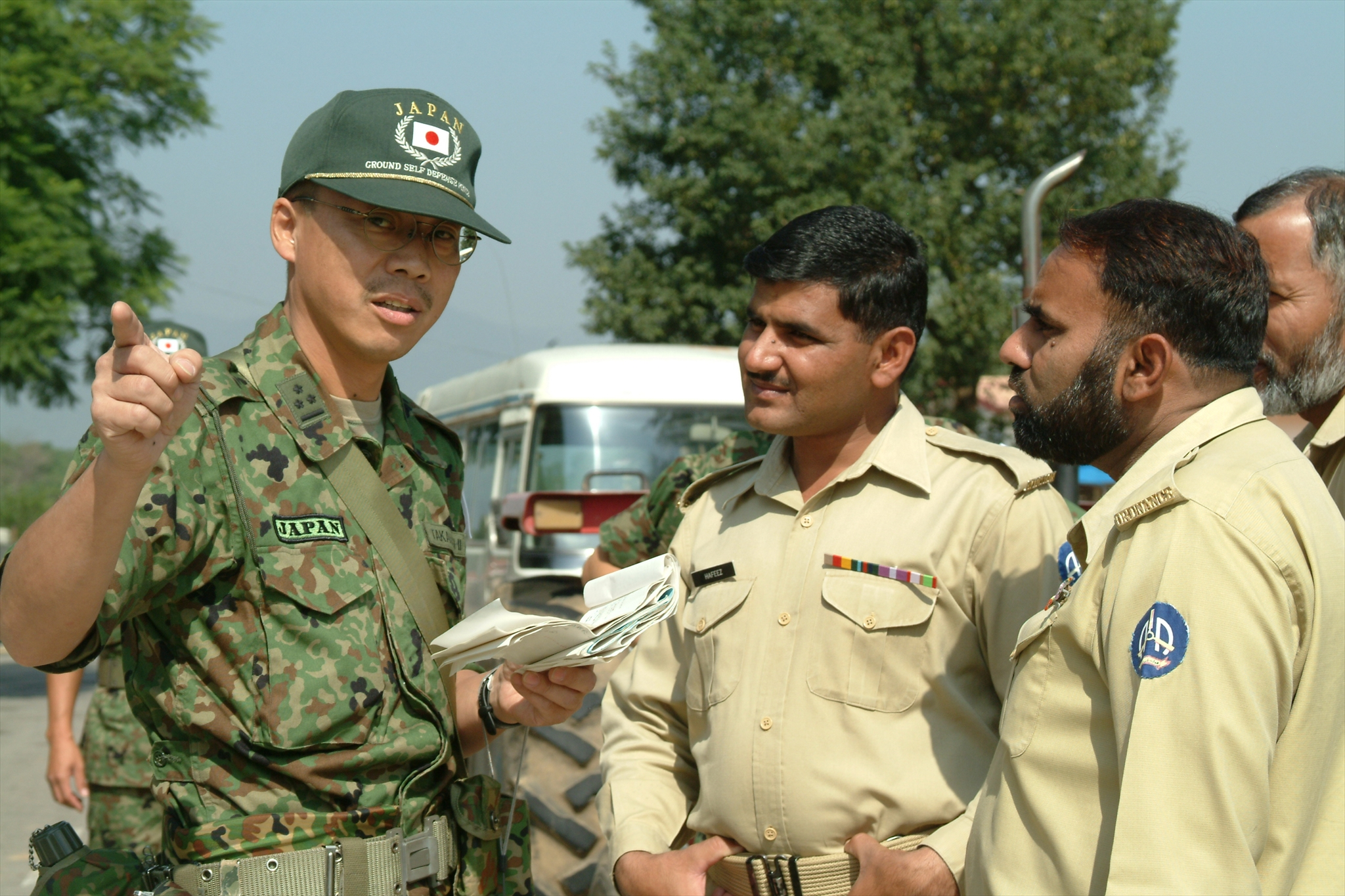
Японський офіцер та офіцери армії Пакистану (9 квітня 2013)

Пакистано-японські відносини — двосторонні дипломатичні відносини між Пакистаном та Японією.

## Історія
Японія стала однією з перших країн, які визнали суверенітет Пакистану, через три дні після поділу Британської Індії 14 серпня 1947.
У квітні 1952 встановлені дипломатичні відносини між країнами, після закінчення окупації Японії.
Пакистан відіграв важливу роль у знятті окупації, а також у відновленні економіки Японії за рахунок масового експорту та відмови від військових репарацій, які Японія мала виплатити цій країні. Відносини між країнами зміцнилися в період холодної війни завдяки альянсу Пакистану з очолюваним США Західним блоком, частиною якого була Японія.
Пакистано-японські відносини в цілому залишалися стабільними, за винятком періоду часу, коли Індія та Пакистан піддавалися санкціям Японії через випробування ядерної зброї у 1998. Однак, потім відносини знову покращилися, і Пакистан отримав понад 260 млрд єн у вигляді грантів та допомоги з Японії, а також близько 3 млрд єн у вигляді інвестицій.
Після початку восени 2001 військової операції в Афганістані уряд Японії оголосив про підтримку операції. У жовтні 2001 160 японських військовослужбовців зі стрілецькою зброєю розміщено на території Пакистану для охорони складів в Ісламабаді.
Після сильного землетрусу 8 жовтня 2005 в провінції Кашмір уряд Японії відправив до Пакистану гуманітарну допомогу, 50 цивільних фахівців (рятувальників та медичний персонал) та підрозділ із 200 військовослужбовців.
Після повені в Пакистані влітку 2010 уряд Японії відправив до Пакистану гуманітарну допомогу і виділив кредит.
30 серпня 2010 до Пакистану відправлено військовий підрозділ - авіазагін (шість вертольотів армійської авіації для перевезення вантажів) та военно-медицинский персонал, які з 4 вересня до 10 жовтня 2010 надавали допомогу населенню в постраждалих районах.
Станом на 2015 у Пакистані проживало від 968 до 2000 японських громадян, тоді як близько 12 708 пакистанських громадян проживало в Японії.
У 2007- 2008 близько 20 000 японських туристів відвідали Пакистан і продовжують виявляти інтерес до цієї країни, приділяючи особливу увагу буддійським святиням на території Пакистану.

## Торгівля
У 2018 Японія експортувала продукції до Пакистану на суму 2,1 млрд доларів США.
У 2019 Пакистан експортував товарів до Японії на суму 202,27 млн. доларів США.

## Посольства
- Пакистан має посольство в Токіо[8].
- Японія містить посольство в Ісламабаді[9].